# حمية داش
يُنصح بإتباع الطرق الغذائية لوقف ارتفاع ضغط الدم –أو حمية فرط ضغط الدم اختصاراً- (بالإنجليزية:  Dietary Approaches to Stop Hypertension أو DASH diet)‏ في الدليل الوطني للولايات الأمريكية المتحدة، وبمقارنة هذه الحمية والتي ترتكز على الفواكه والخضار والمنتجات اللبنية وتحوي القليل من اللحوم الحمراء والسكريات والدهون المشبعة والكولسترول مع النظام الغذائي التقليدي فإنها قادرة على خفض ضغط الدم سواء في مرضى ارتفاع الضغط أو في الأشخاص السليمين، ولهذا فهي تقدم وسيلة مثالية لعلاج ارتفاع ضغط الدم وللوقاية منه.
ولحمية فرط ضغط الدم القدرة على خفض ضغط الدم بنوعيه الانقباضي والانبساطي مع تأثير أكبر في مرضى فرط الضغط منه في الأشخاص ذوي الضغط الطبيعي، والجمع بينها وبين تقليل تناول الصوديوم –ملح الطعام مثلاً- يؤدي إلى نتائج أكبر، كما يزداد تأثير الحمية الخافض لضغط الدم بإضافة منتجات الألبان قليلة الدسم لها، وأداء التمارين الرياضة بهدف إنقاص الوزن يُعزز ذلك التأثير أيضاً.

## آلية خفض ضغط الدم
- تحتوي حمية فرط الضغط على كميات أكبر من فيتامين سي بمقارنتها بالحمية الغذائية التقليدية، والذي قد يلعب دوراً في خفض ضغط الدم من خلال قدرته على إزالة شوارد الأكسجين الحرة.[3][4]
- تعاطي مكملات غذائية تحتوي على ألياف غذائية وعلى البوتاسيوم والماغنيسيوم مع حمية غذائية تحوي القليل من الفواكه والخضروات لا ينتج خفضاً مهماً في ضغط الدم[2][4]، مما يشير إلى أن تأثير حمية فرط الضغط يأتي من احتوائها على عناصر ومواد غذائية أخرى.